# Радомислівка
Радоми́слівка —  село в Україні, у Лозівському районі Харківської області. Населення становить 10 осіб. Входить до складу Первомайської міської громади.

## Географія
Село Радомислівка знаходиться біля витоків безіменній пересихаючої річечки, яка через 8 км впадає в річку Орілька. До села примикає село Побєда. Через село проходять автомобільна дорога Т 2107 і залізниця, найближча станція Біляївка за 3 км.

## Історія
- 1700 - дата заснування.

## Населення

### Мова
Розподіл населення за рідною мовою за даними :
| Мова       | Кількість | Відсоток |
| ---------- | --------- | -------- |
| українська | 10        | 100%     |